# الدوري العراقي الممتاز 2011–12
الدوري العراقي الممتاز 2012-2011 وهو النسخة الثامنة والثلاثين من دوري كرة القدم لفرق الدرجة الممتازة في العراق الذي ينظمه اتحاد العراق لكرة القدم للفترة من 23 نوفمبر 2011 إلى مابعد 28 يوليو 2012 ويشارك في هذا الموسم 20 فريق فقط وبنظام مجموعة واحدة بطريقة الدوي من مرحلتين والتي لم تطبق في العراق منذ 2003 بسبب الظروف الأمنية حيث كان الدوري دوري مجموعات ويتوج الفريق الذي يحصل على المرتبة الأولى بلقب الدوري.

## حقوق النقل التلفزيوني
حصلت قناة العراقية الرياضية وشبكة الإعلام العراقي وللموسم السادس على التوالي على حقوق النقل الحصرية للدوري ومنعت القنوات الأخرى من ادخال كاميراتها إلى مباريات البطولة.

## الفريق الفائز
فاز نادي أربيل بهذه البطولة وهي المرة الرابعة في تاريخه بعد أن جمع 83 نقطة من 38 مباراة فاز في 23 منها وتعادل في 14 وخسر في واحدة وحل فريق دهوك في المركز الثاني ب76 نقطة وخلفه القوة الجوية ب74 نقطة